# Satyrus korlana
Satyrus korlana är en fjärilsart som beskrevs av Otto Staudinger 1901. Satyrus korlana ingår i släktet Satyrus och familjen praktfjärilar. Inga underarter finns listade.